# Fabian Thylmann
Fabian Thylmann (* 5. Juni 1978 in Aachen) ist als deutscher Unternehmer in mehreren Bereichen tätig. Bekannt wurde er durch seine ehemalige Präsenz in der Pornoindustrie, heute ist Thylmann Investor in verschiedenen Branchen.

## Werdegang
Thylmann ist der ursprüngliche Programmierer der Affiliate-Tracking-Software NATS. Nachdem er 2006 seine Anteile an dem Unternehmen, das er mitbegründet hatte, verkauft hatte, kaufte er die Website PrivatAmateure. Später kaufte er für ungefähr 140 Millionen US-Dollar weitere Porno-Websites wie Mydirtyhobby, die Kamerawebsites Webcams.com und XTube sowie die Bezahlnetzwerke Brazzers.com und Mofos.
Er war ab 2011 Geschäftsführer und einziger Gesellschafter der von ihm gegründeten Luxemburger Holding Manwin, des Betreibers von Youporn und anderen von ihm gekauften Websites. Mit Lizenz von Playboy betrieb Manwin auch die Online-Vermarktung und die Fernsehsender von Playboy TV. Im September 2012 übernahm Manwin mit Reality Kings einen weiteren der größten Konkurrenten. Thylmann gehörte mit Digital Playground „eines der größten Porno-Filmstudios der Welt“. Innerhalb von fünf Jahren erreichte er Dominanz in der Branche. Finanziert wurde die Expansion durch einen 362-Millionen-Dollar-Kredit, der offenbar von zwei ehemaligen Goldman-Sachs-Bankern vermittelt worden war.
Am 4. Oktober 2012 erwirkte Thylmann gegen die Berichterstattung der Zeitung Die Welt eine Unterlassungsverfügung beim Landgericht Düsseldorf, die am 19. Dezember 2012 vom Landgericht Düsseldorf vollständig aufgehoben wurde. Mit einer einstweiligen Verfügung ging Thylmann gegen das Magazin Der Spiegel wegen der Veröffentlichung eines Fotos vor, das ihn bei einem Vortrag auf der Internext Expo zeigt.
Im Dezember 2012 durchsuchten Beamte der Steuerfahndung Thylmanns Villa bei Brüssel und die Büros von Manwin in Hamburg. Thylmann wurde auf Veranlassung der Staatsanwaltschaft Köln in Belgien wegen des Verdachts auf Steuerhinterziehung festgenommen und anschließend nach Deutschland ausgeliefert. Nach kurzer Untersuchungshaft wurde er am 21. Dezember 2012 gegen Zahlung einer zweistelligen Millionenkaution freigelassen. Sein Pass wurde einbehalten.
Im Oktober 2013 wurde berichtet, dass Thylmann seine Manwin-Anteile an Manager aus dem eigenen Haus verkauft hatte, die Manwin daraufhin mit RedTube fusionierten und in Mindgeek umbenannten. Im April 2015 erhob die Staatsanwaltschaft Köln nach zweijährigen Ermittlungen Anklage wegen Steuerhinterziehung gegen Thylmann. Das Verfahren wurde im November 2016 gegen eine Geldauflage von 5 Millionen Euro eingestellt. Zuvor hatte Thylmann bereits nach einer Verständigung mit den Steuerbehörden 26,25 Millionen Euro plus Zinsen nachbezahlt. Ein abgetrenntes Verfahren um möglicherweise hinterzogene Einkommensteuer in Höhe von knapp 650.000 Euro war weiter vor dem Landgericht Aachen anhängig.
Im Dezember 2016 wurde Thylmann am Landgericht Aachen wegen Steuerhinterziehung zu einem Jahr und vier Monaten Freiheitsstrafe auf Bewährung verurteilt.
Heute gehören ihm unter anderem der Club Bootshaus und ein Restaurant in Köln. Thylmann ist ferner Betreiber des Coworking & FabLab SN-Cube in Brüssel, Eigentümer der Yacht-Management-Gesellschaft Adriatic Sailing und Investor in eine Vielzahl von verschiedenen Unternehmen. So wurde bekannt, dass er 2017 in die im Bereich des Medizinal-Cannabis tätige Cannamedical Pharma GmbH (Köln) investiert hat.

## Öffentliche Auftritte
- Juni 2015: Oxford Union – Sex Work Debate[27]

## Privates
Thylmann ist geschieden und lebt mit seinen beiden Kindern in Brüssel. 